# Rhododendron annae
Rhododendron annae (лат.) — кустарник, вид семейства Вересковые (Ericaceae).
Китайское название: 桃叶杜鹃.

## Ботаническое описание
Вечнозелёный кустарник высотой 1,5—2 метра.
Старые ветви голые. Черешок цилиндрический, 10—20 мм, голый; листовая пластинка кожистая, ланцетная или эллиптико-ланцетная, 7—10 × 2—3,7 см; слегка волнистая; вершина заострённая или тупая; обе поверхности голые; средняя жилка слегка приподнята абаксиально. 
Соцветие зонтичное, состоит из 6—12 цветков. Цветоножка 1—3 см; венчик открытый колокольчатый или чашеобразный, кремово-белый или бледно-розовый, чисто белый или розовый, с фиолетовыми пятнами или без них, 2—3 см; тычинок 10, они неравной длины, 1—2 см, нити голые. 
Цветение в июне-июле. Семена созревают в августе-сентябре.

## Экология
Вечнозеленые широколиственные леса, опушки, заросли на высотах 1200—3000 метров над уровнем моря.

## Ареал
Китай (Гуйчжоу, Юньнань).

## Естественные разновидности
- Rhododendron annae subsp. laxiflorum (Balf. f. & Forrest) T.L. Ming[2]